# العلاقات المنغولية الناميبية
العلاقات المنغولية الناميبية هي العلاقات الثنائية التي تجمع بين منغوليا وناميبيا.

## مقارنة بين البلدين
هذه مقارنة عامة ومرجعية للدولتين:
| وجه المقارنة                                              | منغوليا         | ناميبيا      |
| --------------------------------------------------------- | --------------- | ------------ |
| المساحة (كم2)                                             | 1.57 مليون      | 825.62 ألف   |
| عدد السكان (نسمة)                                         | 3.08 مليون      | 2.53 مليون   |
| الكثافة السكانية (ن./كم²)                                 | 1.96            | 3.06         |
| العاصمة                                                   | أولان باتور     | ويندهوك      |
| اللغة الرسمية                                             | اللغة المنغولية | لغة إنجليزية |
| العملة                                                    | توغروغ منغولي   | دولار ناميبي |
| الناتج المحلي الإجمالي (بليون دولار)                      | 11.49 مليار     | 13.24 مليار  |
| الناتج المحلي الإجمالي (تعادل القوة الشرائية) بليون دولار | 36.16 مليار     | 25.60 مليار  |
| الناتج المحلي الإجمالي الاسمي للفرد دولار أمريكي          | 3.97 ألف        | 4.67 ألف     |
| الناتج المحلي الإجمالي للفرد دولار أمريكي                 | 11.95 ألف       | 9.96 ألف     |
| مؤشر التنمية البشرية                                      | 0.727           | 0.628        |
| رمز المكالمات الدولي                                      | +976            | +264         |
| رمز الإنترنت                                              | .mn             | .na          |
| المنطقة الزمنية                                           | ت ع م+08:00     | ت ع م+02:00  |

## منظمات دولية مشتركة
يشترك البلدان في عضوية مجموعة من المنظمات الدولية، منها:
| علم المنظمة | اسم المنظمة                                                | تاريخ انضمام منغوليا | تاريخ انضمام ناميبيا |
| ----------- | ---------------------------------------------------------- | -------------------- | -------------------- |
|             | البنك الدولي للإنشاء والتعمير                              | 14 فبراير 1991       | 25 سبتمبر 1990       |
|             | منظمة التجارة العالمية                                     | ?                    | ?                    |
|             | العملية المشتركة للاتحاد الأفريقي والأمم المتحدة في دارفور | ?                    | ?                    |
|             | منظمة حظر الأسلحة الكيميائية                               | ?                    | ?                    |
|             | الأمم المتحدة                                              | 27 أكتوبر 1961       | 23 أبريل 1990        |
|             | منظمة الشرطة الجنائية الدولية                              | ?                    | ?                    |
|             | وكالة ضمان الاستثمار متعدد الأطراف                         | 21 يناير 1999        | 25 سبتمبر 1990       |
|             | يونسكو                                                     | 1 نوفمبر 1962        | 2 نوفمبر 1978        |
|             | مؤسسة التمويل الدولية                                      | 14 فبراير 1991       | 25 سبتمبر 1990       |
|             | الاتحاد البريدي العالمي                                    | ?                    | ?                    |
|             | الاتحاد الدولي للاتصالات                                   | 27 أغسطس 1964        | 25 يناير 1984        |

## وصلات خارجية
- موقع وزارة الخارجية المنغولية